# 愛国女子—紅武士道
『愛国女子—紅武士道』（あいこくじょし くれないぶしどう、英：The CHERRY BUSHIDO ）は、幸福の科学出版製作による2022年2月18日公開の実写日本映画。監督は 赤羽博、主演は千眼美子。

## 概要
幸福の科学の第24作目の劇場用作品。劇場用実写映画作品としては15作目。
過去の「幸福の科学の映画」『ノストラダムス戦慄の啓示』（1994年）、『ファイナル・ジャッジメント』（2012年6月）、『神秘の法 The MYSTICAL LAWS』（2012年10月）で描かれた近未来の予言が、中国・北朝鮮の現状から現実味を帯びてきた2022年の今。その対策として、今こそ、この国に武士（もののふ）の精神を取り戻すための思想を提示する映画である。
2021年11月5日、映画公開日が決定し、特報映像やメイン出演キャストなどが公表された。
2022年2月15日、映画公開直前にマスコミ向け試写会と映画関係者へのインタビューが行われた。

### 劇場公開
日本国内では、231館（一部で2月19日開始）で公開。
公開初日の舞台あいさつは、シネマート新宿 スクリーン1 で行われる。
2022年2月18日、シネマート新宿で公開初日の舞台あいさつが行われた。
赤羽博監督、大田薫総合プロデューサー、主演の千眼美子、共演の田中宏明、主題歌「愛国女子は往く」を担当した歌手の篠原紗英の5人が登壇した。
このメンバーから映画撮影でのエピソードなどが語られた
（ダイジェスト映像）。
同年3月11日より北米（アメリカ・カナダ）での劇場で英語吹替版が上映開始となった。
同年4月8日より、台湾での劇場公開も始まる。台北をはじめ新竹・台中・台南・高雄など10か所で上映。

### 映画動員ランキング
興行通信社調べによる日本全国週末映画動員ランキング
- 第1週目、2022年2月19日・20日、第2位[23]。

土日2日間で動員11万7000人、興収1億4600万円
初日2月18日から3日間の累計では動員15万4000人、興収1億9300万円であった。
- 第2週目、2月26日・27日、第2位[25][26]。
- 第3週目、3月5日・6日、第4位[27][28]。
- 第4週目、3月12日・13日、第7位[29][30]。

## 登場人物・キャスト
大和 静（やまと しずか）
演 - 千眼美子
東京都内の大学「純正大学」に通う大学4年生。ある日、街で芸能事務所の人物にスカウトされる。剣道の道場主である父に鍛えられており、剣道4段で全国大会優勝の実力を持つ。高山悟志ら日本救済会議の同志に誘われ、そのミッションに参加してゆく。精神の鍛練を行い、霊界での黄泉大魔神との決戦に臨む。
大和静の守護霊
演 - 千眼美子（一人二役）
幽体離脱をした大和静が、はるか上空から地球を眺めているときに現れる。鎧を身に着け弓と矢などの武具を背に着けた姿で、大和静に今世の使命を告げる。その姿は神功皇后を彷彿とする。その後、大和静に様々なアドバイスを与える。
高山 悟志（たかやま さとし）
演 - 田中宏明
芸能事務所「ライジン・スター」の社長を名乗る人物。NPO「日本の未来を守る会」の会長。しかし、その実態は「日本救済会議」という団体の事務局長であり、日本の国を守るために活動している。日本が滅亡の危機に晒されていることを大和静に告げ、日本を救うという大きな使命感とともに大和静を導いていく。
大和 信現（やまと しんげん)
演 - 西岡德馬
大和静の父親。剣道の道場「大和一心館」(やまといっしんかん)の10代目道場主である。剣の道は武(もののふ)の精神、大和魂を次代の若者に継がせていこうとする。
李 才華（り さいか）
演 - 希島凛
台湾人の父親と日本人の母親を持つ。勝気な性格で、幼いころから空手を習っている。ソドラ共和国の実態と陰謀を知り、祖国である台湾や日本を守るための活動に取り組んでいる。NPO「日本の未来を守る会」会員。
日野 実千（ひの みち）
演 - なりたりな
芸能事務所「ライジン・スター・プロダクション」に所属のタレント。芸名 MICHI を名乗り、その仕事で「いじめから子供を守ろう!ネットワーク」のイメージ・ガールを務める。NPO「日本の未来を守る会」会員。
神谷 遼太郎（かみたに りょうたろう）
演 - 市原綾真
政治に携わる神谷幸雄の息子。幼い頃は、理想に燃えて政治活動に取り組む父親を尊敬し、自身も将来政治家を志していた。しかし、成長するに従い父と考えがすれ違うようになっていった。情に厚く、仲間思いの青年。NPO「日本の未来を守る会」会員。大和静が授かった予言を元に、父の神谷幸雄に難波総理への進言を依頼する。
安西 亮（あんざい りょう）
演 - 青木涼
芸能事務所「ライジン・スター」のスカウトマンを名乗り、大和静に声をかけてきた青年。NPO「日本の未来を守る会」会員。
大和 信（やまと しん）
演 - 伊瀬太陽
大和静の弟。大学進学を目指す受験生。黄泉大魔神の魔の手にかかりさらわれてしまう。
大和 陽子（やまと ようこ）
演 - 大島さと子
静と信の母親。家庭を守り、夫を支える良妻賢母。
難波 義弘（なんば よしひろ）
演 - 中条きよし
日本国の内閣総理大臣。ソドラ共和国のミサイル発射に狼狽する。それに対する発言「まことに遺憾である。」「最も強い言葉で非難する。」。神谷補佐官からの進言を受けて、日本防衛の決断をする。
手塚 正治（てづか まさはる）
演 - 小西博之
難波政権での防衛大臣。ソドラ共和国のミサイル発射に対する対策を述べて、難波総理からの日本防衛の対策を実施する。
神谷 幸雄（かみたに ゆきお）
演 - 国広富之
難波政権での首相補佐官。神谷遼太郎の父。遼太郎との意見の食い違いを指摘し悩んでいた。過去に大和一心館に所属し、大和信現から指導を受けていた。剣道三段。遼太郎からの「大和静が授かった予言」を聞き入れ、難波総理に日本防衛のための進言をする。
黄泉大魔神（よみ だいまじん）
演 - 笠原竜司
日本の滅亡を企て、霊的世界から日本人大衆の心を操っている存在。
内田チエミ
演 - 泉川朱里
大和静の大学での友人。授業が休講になり、一緒に愛国神宮に参拝したり、カフェに行きスイーツのハチミツ・ロールを食べる。ライジン・スター・プロダクションのスカウトに応じた大和静についてゆく。
司会者「白熱!時事問題」
演 - 大浦龍宇一
「白熱!時事問題」の出演者
中島：演 - 高井純子、黒木：演 - 岡田謙、大学生：演 - 中村光満、専門家：演 - 篠原さとし、会社員：演 - 坂東睦月、高校生：演 - 高木心朗
新原駅前での出演者
演 - 小西充恭、和泉さくら、伊瀬光、天城太智、荒川浩平、橘薫
採用担当者 帝都新聞
演 - 小久保丈二、小川隆市
古沼官房長官
演 - 古満寛人
街頭インタビュー
会社員：演 - 松岡蓮、学生：演 - 永井兼介
日本救済会議 会議参加者
役員：演 - 宮沢大地、竹本純平、アジア人女性：演 - Mari Nihei
李才華の母
演 - 吉澤智美
李才華の妹 李彩華
演 - 西脇こころ
神谷遼太郎の母
演 - 村井美和
通行人のカップル・女性・安西亮の彼女
演 - 深沢莉子
女性アナウンサー テレビでの司会
演 - 水月ゆうこ
金井達一 ジャーナリスト テレビでのコメンテーター
演 - 津村和幸
原田啓太 国際政治学者 テレビでのコメンテーター
演 - 宮川浩明
男性アナウンサー
演 - 岩本淳
男性秘書 首相官邸
演 - 佐々木悠介
秘書官 首相官邸
演 - 小平伸一郎
国土交通大臣
演 - 矢嶋俊作
日本兵 日野実千の曽祖父の若い頃
演 - 森タクト
女子高生（エンディング）
演 - 塚本このみ、高梨ゆず
天御祖神（あめのみおやがみ）
声 - 松山鷹志
黒龍
声 - 蟹江俊介
赤龍
声 - 片貝直生

## 用語
- ソドラ共和国

日本の西側にある独裁帝国。現在の技術では迎撃不可能な極超音速ミサイルを開発して発射実験を行う。日本国への侵略意図を明らかにし、日本を滅亡の危機に陥れる。
- 天御祖神（あめのみおやがみ）

三万年前の日本の富士山麓に降臨し、日本文明の源流を作った神。日本の古代文字ヲシテで書かれた古代文献「ホツマツタヱ」にも記述がある創造神。正義の指針を示した武士道の根源の教えを説いた。
- 日本救済会議

高山悟志が事務局長を務める救国の団体。日本神道の奥義を極めた者たちが集う集団。信仰対象として、日本文明の源流を作った「天御祖神」を祀り、日本国を守るため、神の御心（みこころ）に適った国造りを目指している。
- 大和一心館

江戸時代から続く伝統ある剣道の道場。初代の道場主「大和玄信」は各流派の剣道道場に打ち勝った剣豪で、北辰一刀流との対戦では非公式ながら打ち勝ち、そのため、千葉周作が門弟に他流試合を禁じることとなる。
- 日本の未来を守る会

高山悟志が会長を務めるNPO法人。GHQや左翼思想によって日本の政治や教育の中に流れ込んだ自虐史観を、正すことを目指している。それによって日本国を壊滅に導こうとする内外の勢力に対して、毅然とした日本国家の精神を築くべく、言論活動やデモ活動などを行っている。
- 「反撃能力」保有

日本の安全保障政策の中心となる『防衛計画の大綱』は、2019年12月に閣議決定されたものから代替して、新たに策定された『国家防衛戦略』が2022年12月16日に閣議決定され、この映画のテーマとする日本国家防衛の意図が現実の政策となった。
- 天叢雲剣（あめのむらくものつるぎ）

三種の神器の一つ。古事記では「スサノオが出雲国でヤマタノオロチ（八岐大蛇）を退治した時に、その大蛇の体内（尾）から見つかった神剣」とされているが、この作品では、天御祖神から連綿と伝えられた剣で、その威神力を発する神剣。
- 八岐大蛇（ヤマタノオロチ）

須佐之男命（スサノオノミコト）に退治された後、日本の神々に仕える神獣となって、日本の国を守ってきた。

## スタッフ
- 制作総指揮・原作：大川隆法
- 監督：赤羽博
- 脚本：大川咲也加
- 音楽：水澤有一 (Miz Music Inc.)
- 総合プロデューサー：大田薫、佐藤直史 (IRH Press Co., Ltd.)
- プロデューサー：小島一郎、富川水亜、打樋洋一(HS Productions,LLC)
- アソシエイトプロデューサー：山本章
- ラインプロデューサー：田中誠一
- 撮影：木村弘一(J.S.C.)
- 照明：椎野茂
- 美術：北谷岳之
- 装飾：山本信毅
- 録音：林昭一
- 編集：新井孝夫
- VFXプロデューサー：浅野秀二
- VFXディレクター：横石淳
- スタイリスト：MICHIKO
- ヘアメイク：小野かおり
- 整音：石貝洋
- サウンドデザイン：石井和之
- 音響効果：佐々木淳一
- スプリクター（記録）：今井文子
- アクションコレオグラファー：森﨑えいじ
- 特殊スタイリスト：百武朋
- 監督補：三觜智大
- 助監督：八神隆治
- 制作担当：高橋喜久雄
- 製作：幸福の科学出版
- 製作協力：ARI Production、ニュースター・プロダクション
- 制作プロダクション：ジャンゴフィルム
- 配給：日活
- 配給協力：東京テアトル

## 主題歌・挿入歌など
- 主題歌「愛国女子は往く」

作詞・作曲：大川隆法
編曲：大川咲也加
歌：篠原紗英
- 特別テーマ曲「天御祖神の降臨」

作詞・作曲：大川隆法
編曲：大川咲也加
歌：大門一也
- イメージソング「紅武士道」

作詞・作曲：大川隆法
編曲：大川咲也加
歌：大川咲也加
- 挿入歌「静の心」

作詞・作曲：大川隆法
編曲：大川咲也加
歌：千眼美子
- 挿入歌「Inspiration」

作詞・作曲：大川隆法
編曲：大川咲也加
歌：田中宏明
- 挿入歌「魔滅の悟り」

作詞・作曲：大川隆法
編曲：大川咲也加
歌：小原ゆかり
- 挿入曲「THE EXORCISM -不成仏霊撃退祈願曲-」

作曲：大川隆法
編曲：大川咲也加、水澤有一

## 音楽ソフト
- CD『愛国女子は往く』

収録曲：1. 愛国女子は往く、2. 愛国女子は往く (Instrumental)
レーベル：ARI MUSIC、発刊元：アリ・プロダクション
型番： C 9008
発売日：2021年12月26日
EAN 4582316052431、JAN 4582316052431、ASIN B09M7FNMCL
- DVD+CD『天御祖神の降臨』

収録曲：【CD】1.天御祖神の降臨、2.天御祖神の降臨(Instrumental)
【DVD】1.天御祖神の降臨 Music Video、2.天御祖神の降臨 Music Video-Another Ver.-
発刊元：幸福の科学出版
型番： W 2001
発売日：2021年7月11日
EAN 4582316052127、JAN 4582316052127、ASIN B096TJMVY6、ASIN B098F736MK
- CD『紅武士道』

収録曲：1. 紅武士道、2. 紅武士道 (Instrumental)
発刊元：幸福の科学出版
型番： C 2029
発売日：2021年12月26日
EAN 4582316052554、JAN 4582316052554、ASIN B09M78ZB3V、ASIN B09M652WFP
- CD『THE EXORCISM -不成仏霊撃退祈願曲-』

収録曲：1. THE EXORCISM -不成仏霊撃退祈願曲-
発刊元：幸福の科学出版
型番： C 507
発売日：2020年9月29日
EAN 4582316051601、JAN 4582316051601、ASIN B08HCB5JM2、ASIN B08HGDWYPJ
- CD『映画「愛国女子―紅武士道」オリジナル・サウンドトラック』

2枚組CD、全41曲
収録曲：〔Disk1〕7曲 、収録時間：39分10秒
1. 「愛国女子は往く」―主題歌 (歌:篠原紗英) ………… 5:50
2. 「天御祖神の降臨」―特別テーマ曲 (歌:大門一也) … 7:19
3. 「紅武士道」―イメージソング (歌:大川咲也加) …… 4:42
4. 「静の心」―挿入歌 (歌:千眼美子) …………………… 7:19
5. 「Inspiration」―挿入歌 (歌:田中宏明) ……………… 5:11
6. 「魔滅の悟り｣―挿入歌 (歌：小原ゆかり) …………… 2:30
7. 「THE EXORCISM -不成仏霊撃退祈願曲-｣―挿入曲 …… 6:16

〔Disk2〕劇伴 34曲 、収録時間：52分24秒
1. 暗路 …………………………………………… 0:55
2. 愛国女子は往く―タイトル ………………… 1:05
3. 核爆弾 ………………………………………… 0:29
4. 大和魂の在処 ………………………………… 0:59
5. 予兆 …………………………………………… 0:20
6. 静を捉える目 ………………………………… 0:13
7. 誘い …………………………………………… 0:51
8. 謎の襲撃～日本救済会議・高山のテーマ … 2:03
9. 使命の予感 …………………………………… 1:51
10. 広がる闇と選ばれし者 ……………………… 2:22
11. 仲間との出会い ……………………………… 1:37
12. 日本救済会議 ………………………………… 2:22
13. 暗躍 …………………………………………… 0:20
14. 特殊ミッションの遂行 ……………………… 1:55
15. 瞑想・八正道～魔界 ………………………… 2:46
16. 魔神の影 ……………………………………… 0:22
17. 千手千眼能力 ………………………………… 1:09
18. 守護霊との対話 ……………………………… 3:16
19. 暴漢の襲撃 …………………………………… 0:32
20. 悪夢 …………………………………………… 0:52
21. 愛する祖国の悲劇 …………………………… 1:31
22. 勇気～遼太郎の決意 ………………………… 1:26
23. 誘拐～迫るリミット ………………………… 1:46
24. 幽体離脱 ……………………………………… 0:39
25. 霊界へ ………………………………………… 0:58
26. 仲間とともに ………………………………… 2:24
27. 黄泉大魔神のテーマ ………………………… 3:45
28. 高山のテーマ～覚悟・勇気とは何か～ …… 0:42
29. ヤマタノオロチの伝説～黄泉大魔神 ……… 3:17
30. 至誠～幸雄の使命 …………………………… 0:44
31. 神獣ヤマタノオロチ～咲き誇る桜 ………… 3:07
32. 高山のテーマ～別れ ………………………… 0:59
33. 勝利の調べ …………………………………… 0:59
34. 私たちの描く未来 …………………………… 1:49

発刊元：幸福の科学出版
型番： C 2037
発売日：2022年2月15日
EAN 4582316052707、JAN 4582316052707、ASIN B09QD369XZ、ASIN B09QX5S724

## 映像ソフト
- DVD『映画「愛国女子－紅武士道」』

収録内容：
1. 映画本編 126分、

販売元：幸福の科学出版
型番： K 2015
発売日：2023年1月18日
EAN 4582316053001、JAN 4582316053001、ASIN B0BPVQDN7B
書店販売用 ISBN 978-4-8233-0395-1、ASIN 4823303954
- Blu-ray『映画「愛国女子－紅武士道」』

収録内容：上記DVDと同じ。
販売元：幸福の科学出版
型番： K 2016
発売日：2023年1月18日
EAN 4582316053018、JAN 4582316053018、ASIN B0BPVGBQGD
書店販売用 ISBN 978-4-8233-0396-8、ASIN 4823303962
- 愛蔵版 特典映像付き Blu-ray『映画「愛国女子－紅武士道」』

収録内容：2枚組
〔Disk1〕Blu-ray 映画本編
〔Disk2〕DVD 特典映像
販売元：幸福の科学出版
型番： K 2017
発売日：2023年1月18日
EANコード：無し
- 映像配信、各種動画配信サイトにて配信

愛国女子—紅武士道 - ABEMAビデオ
愛国女子—紅武士道 - U-NEXT
ASIN B0B6DB91WX - Amazon Prime Video
Google Play、YouTube、iTunes Store、RakutenTV、ひかりTV、ビデオマーケット
レンタルのみ：ABEMA、hulu、J:COM オンデマンド、millプラス、TELASA、U-NEXT、ビデックスJP、DMM TV、GYAO！ストア

### 天御祖神の降臨
- 『天御祖神の降臨 - 古代文献「ホツマツタヱ」に記された創造神』大川隆法、幸福の科学出版、2019年1月31日、ISBN 978-4-8233-0044-8

大川隆法による霊言を収録した書。2015年10月3日と2018年7月23日の2回の「公開霊言」によって収録された。日本民族・日本文明のルーツを探るべく、様々な霊人の証言を積み重ねてきたなかで、『古事記』『日本書紀』よりも古いとされる古代文献『ホツマツタヱ』に記載された最古の神で、3万年前にさかのぼる「天御祖神」の言葉を収録した。正義の指針を示した「武士道」の根源の教え説いたことが判明し、混迷する日本の世情を救済する意図を込めて、映画『愛国女子—紅武士道』を製作する機縁ととなった。